# Nodul rutier Palays
Nodul rutier Palays este un nod rutier de pe centura ocolitoare a orașului Toulouse, situat în sud-estul orașului, pe teritoriul comunelor Toulouse, Ramonville-Saint-Agne și Labège, în departamentul Haute-Garonne, în regiunea Occitanie.

## Drumuri deservite
- autostrada A61 E09 E72 E80 (centura de vest) spre Bordeaux, Albi și Narbonne;
- autostrada A620 E80 (centura de est) spre Tarbes, Pau și Bayonne;
- drumul metropolitan M 113A spre Ramonville-Saint-Agne (fosta A623);
- drumul metropolitan M 916 spre Labège.